# 世嘉訴Accolade案
世嘉訴Accolade案（英語：Sega Enterprises Ltd. v. Accolade, Inc，案号：977 F.2d 1510 (9th Cir. 1992)）是美国聯邦第九巡迴上诉法院審理的軟體逆向工程智慧財產權案。案件源於遊戲發行商Accolade在沒有獲得世嘉授權下，爲突破封鎖而逆向分析世嘉軟體，並發行相容於Mega Drive（在本案發生地被稱為Sega Genesis）的游戏。本案涉及議題眾多，如著作權範籌、商標使用（權）及原始碼合理使用的界限。
加利福尼亞北區聯邦地區法院的一審判決對世嘉有利──禁制令要求Accolade停止發行任何SEGA Genesis平台游戏，並要求召回已發行的遊戲。Accolade向聯邦第九巡迴上诉法院上诉，他们認為對Mega Drive逆向工程應屬於合理使用的範疇。上訴法院推翻地区法院的判決，認為Accolade使用逆向工程以製作可運行於該平台的游戏受合理使用所保障。本案是逆向工程與合理使用領域的重要判例。

## 背景
1984年3月，世嘉被前CEO大衛·羅森在內的投資人收购，資助者之一的中山隼雄成為新任CEO。在街机市場式微後，中山决定将產品研發集中在家用游戏机市场。:381在这段时间里，世嘉开始关注東南亞，特别是臺灣的盗版问题。由於中華民國不是《伯恩保護文學和藝術作品公約》的締約國，世嘉的法律行動因而受到限制。儘管世嘉在其游戏机中建立了安全系统，以防止其軟體被盗版，并将未经许可的遊戲製作商拒之门外，但如同其竞争对手任天堂一般:382，盜版者已经研究出防止世嘉商标出现在其游戏上的方法，完全迴避了商标问题。

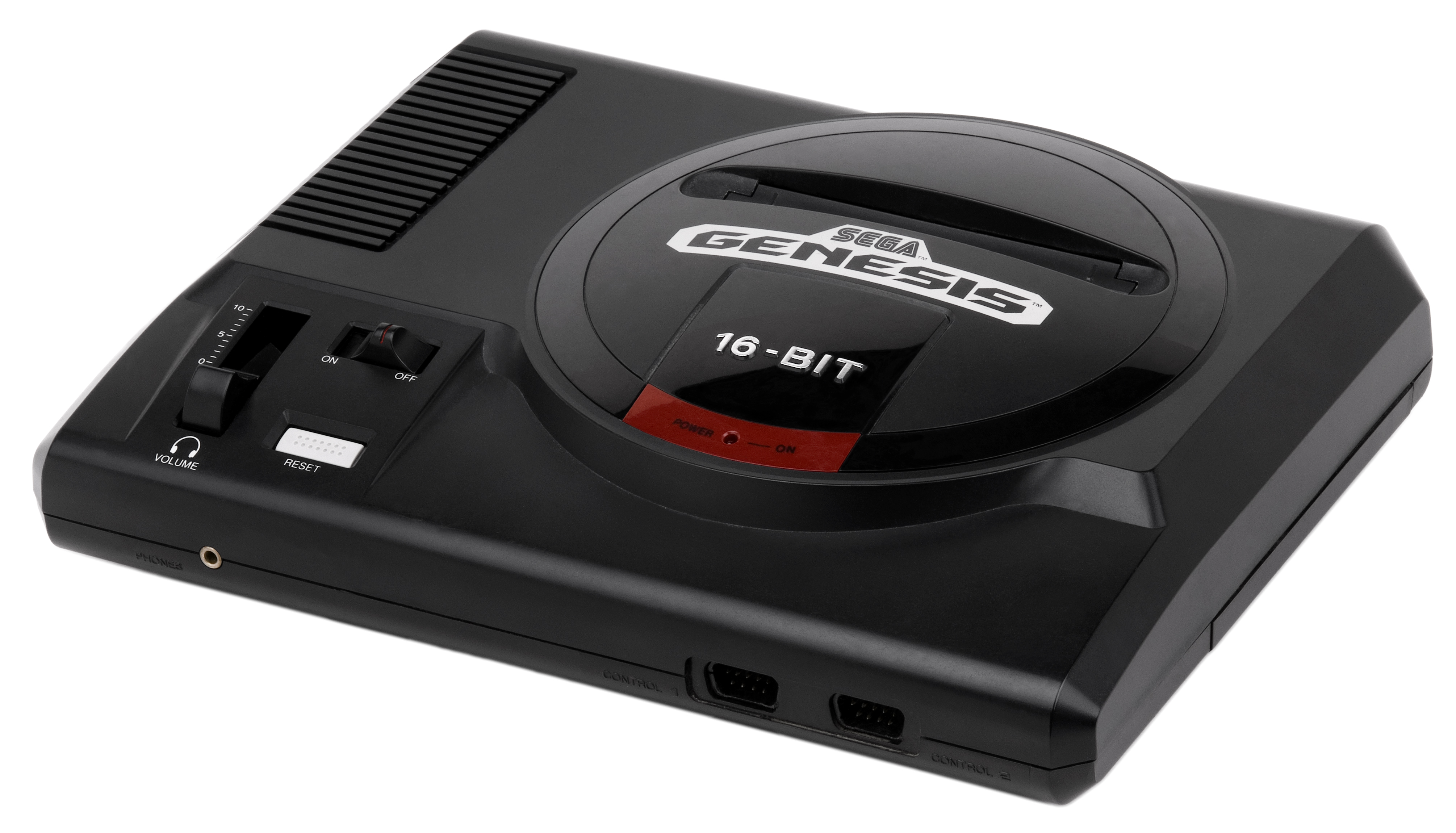
Mega Drive的第三个版本，在歐美被稱為Genesis 3。由於其含有商标安全系统（TMSS），因而成為本案的爭議點之一

1989年Sega Genesis上市後，Accolade就開始研究将他们一些游戏作品移植到該平台的方案。世嘉公司要求第三方開發商需簽署一项會增加其開發成本的许可协议，根據Accolade的共同創辦人艾倫·米勒所说：「製作者需向他们支付每份遊戲10至15美元的费用，对於独立遊戲製作者来说，这大约是成本的两倍。」:381除此之外，世嘉表示如果Accolade获得製作许可，Accolade其後的遊戲都須由世嘉發行，这將使Accolade无法将其游戏移植到其他平台。为了規避苛刻的要求，Accolade选择另一种方式将他们的游戏引入Mega Drive──反编译3個世嘉所授權游戏的代碼来为他们的新遊戲编程，使他们能够停用禁止運行未经授权游戏的安全锁定:383，這一操作成功地将《石藤：石之路》在1990年移植至Sega Genesis:382。在过程中，Accolade多次复制世嘉持有的游戏代码。

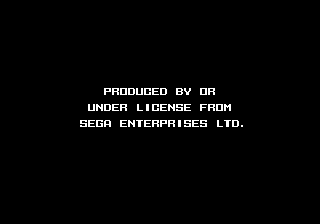
商标安全系统（TMSS）所显示的畫面

由于盗版和未授權开发等问题，世嘉在1990年新版Sega Genesis （Genesis III）中加入相關的保護機制。这款新版Sega Genesis中有被称为 「商标安全系统」（Trademark Security System，TMSS）的機制，当游戏被讀取時，其會检查游戏代碼中某一特定位置是否存在「SEGA」字串，并且只有在该字串存在时，系統才会執行程式。这个系统有两個主要作用：其一是對於未經過授權的軟體有更進一步的防治措施，其二是它會在遊戲開始時強制顯示世嘉商标，他們認為如此一來能以侵犯商標權為由，向相關的遊戲廠商提出訴訟。383 Accolade在1991年1月的消費電子展上得悉這項技術，因為會上世嘉展示了Genesis如何拒絕運行Ishido遊戲卡帶。:383隨後，Accolade成功识别TMSS的驗證文件，並将这个文件添加到《硬球！》、《星控》和《Turrican》等作品中。:383

## 訴訟
1991年10月31日，世嘉向美國加利福尼亞北區聯邦地區法院提起針對Accolade的诉讼，指控其侵害Sega的商標權並且违反《拉納姆法》所規定的的不公平竞争。一個月后，原告進一步指控Accolade違反《1976年著作權法案》。而Accolade公司則表示世嘉在遊戲啟動时显示其商标，並藉此伪造游戏的来源。该案由芭芭拉·A·考爾菲爾德法官獨任審理。:384
世嘉認為，由於Accolade的游戏中含有世嘉的元素，Accolade侵犯其版权。Accolade則解釋到，他们使用的素材构成合理使用。然而，法官不接受这种解释，他認為，Accolade是一家游戏制造商，他們創作作品的目的是營利，而且他们的作品與世嘉授权的游戏直接竞争，可能导致世嘉的游戏销售量下降。:384而世嘉的一名工程師長嶋毅則演示了在Mega Drive上運行遊戲卻沒有出現世嘉商標的情形，這進一步使判決有利於世嘉。:3841992年4月3日，法官做出有利于世嘉的裁决，并禁止Accolade今后销售与Genesis兼容的游戏。約一個星期后，法院还要求Accolade召回所有与Sega Genesis兼容的游戏。:386

## 上訴
地區法院的判決對Accolade是個重大打擊。据Accolade联合创始人艾倫·米勒所说：「僅为了对抗禁令，我们已經要支付50万美元的法律费用。」:386 1992年4月14日，Accolade要求地區法院在上诉期间暂缓执行禁令，4月21日，在地區法院尚未針對此作出裁決的情況下，Accolade向聯邦第九巡迴上诉法院提出上诉。召回Accolade所有Sega Genesis游戏的命令被批准暂停，但阻止Accolade进一步逆向工程和開發Mega Drive的禁令，上訴法院直到8月28日才撤銷。
為表示對於Accolade上訴的支持，CCIA提交了一份法庭之友意見書，其內容中提到對地方法院判決的質疑，包括錯誤地認定逆向工程與世嘉版權的關聯性，將版權的範圍擴展的運作模式，以及未能考慮到Accolade的遊戲與世嘉所持有之版權內容的差異性。INCITS以及亞利桑那州立大學的法學教授丹尼斯·卡賈拉也提交了法庭之友意見書。
在地区法院的诉讼中，世嘉向法院演示在Sega Genesis上執行遊戲而沒有顯示出TMSS畫面的情形。然而，上訴法院認為Accolade沒有TMSS的相關技術，所以也不可能達成工程師所演示的狀況。法院认为，由于阻止在遊戲上显示世嘉商标的技術并不是公開的，世嘉工程師此舉並未足以证明在Sega Genesis上運行游戏無需显示其商标。:387史蒂芬·萊恩哈特法官在法庭多數意见書中寫道：「世嘉公司在知情的情况下使竞争者的产品顯示自家商標並阻止其他竞争者制造与Sega Genesis兼容的游戏。根据《拉納姆法》，第一項行為显然是非法的。」法院引用反大富翁公司訴通用磨坊案一案提到《拉納姆法》时所述：「使用商标以限制了产品制造和销售方面的竞争就是濫用。這是專利法限制壟斷的特殊領域。」因此法院認為，世嘉利用其商标来限制其游戏机软件的竞争，违反了该法的这一规定。
为了驗證Accolade宣稱合理使用世嘉公司受版权保护游戏代码之主张的合法性，法院考慮了合理使用的四个要素：使用的目的和性質、有版權作品的性質、與有版權作品相比所使用的內容和數量、以及對有版權作品的潛在市場或價值所產生的影響。法官们注意到，TMSS文件與Accolade的游戏代碼的大小存在著顯著的差距。正如萊因哈特法官法庭意见書指出：「TMSS文件的大小约20至25个位元組，而Accolade每款游戏總大小約500,000至1,500,000位元組。」据Accolade员工所说，Accolade只複製了世嘉該部分的原始碼。這使得法官們認定遊戲屬於合理使用的範疇，根据萊恩哈特法官的说法，這些遊戲能够与世嘉所授权游戏競爭，对公众是有利的。:387法院不接受世嘉對於Accolade與其直接競爭的说法，並指出没有证据表明Accolade發行的任何游戏减少了世嘉的游戏市场。尽管世嘉的律师声称该公司为开发Sega Genesis游戏投入了大量的时间和精力，而Accolade竊取了这些时间和精力，但由於美国最高法院在費斯特出版公司訴鄉村電話公司案中明确否定了一个作品可因其创作过程中的努力而受版權保護，因此法院不認同世嘉的論述。法院進一步指出世嘉的代码包含了一些不受《1976年版权法》所保障的元素。法院對於逆向工程的結論是：「假使反編譯是获得受版权保护的軟體中所體現的思想和元素之唯一途径，從法律的觀點來看，逆向工程屬於合理使用的範疇。」
1992年8月28日，上訴法院推翻了地區法院的判決，裁定Accolade对世嘉程式的逆向工程構成合理使用。法院的书面意见於10月20日发表，并指出尽管性質是商业性软件，Accolade的使用對於世嘉來說仍是非剝削性的。 關於商标侵权，法院認為這是在合理使用的過程中由於世嘉系統的設計而無可避免的，因此須由世嘉承擔錯誤。但由於世嘉向法院聲請重新審理本案，因此禁令並沒有完全終止。

## 和解
1993年1月8日，在世嘉的覆審呈請仍然待決的情況下，法院采取了不寻常的措施──解除了禁止Accolade开发或销售Sega Genesis遊戲的禁令。並於1月26日正式驳回了世嘉的重审聲請。世嘉和Accolade最终于1993年4月30日和解，Accolade成为世嘉的授权遊戲開發商之一，後來也透過此授權發行了《巴克利二對二籃球》。:388而該授权的条款並没有向公眾公開。法律費用的分擔也沒有被公開，但雙方都宣稱會自行負擔相關費用。
在一份官方声明中，世嘉董事长大衛·羅森对和解結果表示满意。据他所说：「和解是一個令人满意的结局。我们不仅對友好地解决此案感到高兴，同時我们与Accolade的關係也出现了轉變，我們也期待着在未来建立健康的關係。」Accolade的共同創辦人艾倫·米勒对和解及其帶給公司的轉機表示興奮，他的声明中寫道：「我们对和解非常满意，我们对它给Accolade公司带来的新市场感到兴奋。目前，Accolade在世嘉平台的產品在北美和欧洲有强烈的需求。我们将能够在世界各地的世嘉平台上发布我们的产品。」 然而，儘管達成了和解協議，Accolade在禁制令期间的损失大约在1500萬到2500萬美元之間。:386

## 影響

世嘉的商標

此案在涉及软件逆向工程和版权侵权的问题上一直是有影响力的案例:388。该案重新定義法律對於逆向工程的觀點。该判决具有相當之影響力的另一個原因是其是管轄大部分美國軟件開發地的聯邦第九巡迴上诉法院所做出的判決。該案亦對於逆向工程的法律標準有所貢獻，舉例來說，安德魯·舒爾曼在其1994年所出版關於其如何透過逆向工程來發現微軟操作系統中隱藏功能的書籍《Undocumented Dos》中引用了该判决。上訴法院的判决認定了游戏机的運作原理不受到版权保护，同时也确立了當没有其他手段可以得知游戏机運作原理时，逆向工程可以构成 「合理使用」。第九巡迴上诉法院在2000年的索尼訴Connectix案一案中引用本案，認定Connecit透過逆向工程獲取索尼PlayStation BIOS的源代碼屬於合理使用的範疇。
该判决也影响了合理使用的标准以及商标持有人在訴訟中的责任等層面。尽管Accolade复制了整个Mega Drive游戏以识别出TMSS，但考虑到Accolade此舉是为了创造出兼容該平台的遊戲，法院在此案中給予「與有版權作品相比所使用的內容和數量」這一因素的權重較小。同样的，「作品的性质」這一因素也較不影響判決內容，此舉确立了在關於合理使用的案例中著重於考慮「使用使用的目的和性質」和「對有版權作品的潛在市場或價值所產生的影響」此二因素作出判決的慣例。这也是《拉納姆法》首次被解释為通过特定程序将自己的商标放在另一作品上而造成的混淆是商标持有人的过错。
本案也确立了軟體的運作原理不能受到版权法的保护，对这些運作方法唯一可行的法律保護行為是申請專利或將其視為商业秘密保護。判決中認定TMSS是受到著作權保護但Accolade使用卻構成合理使用的部分，被認為助長了對版權作品的複製，也受到了批評。